# Campanha presidencial de Soraya Thronicke em 2022
A campanha presidencial de Soraya Thronicke em 2022 foi oficializada em 05 de agosto de 2022 em São Paulo, tendo Marcos Cintra como candidato à vice-presidente.

## Pré-candidatura
A indicação ocorreu no dia 02 de agosto de 2022, após desistência de Luciano Bivar, em coletiva de imprensa na sede do diretório estadual do partido em São Paulo.

## Planos
Soraya Thronicke propõe a criação do imposto único, o fim do foro privilegiado, focar no agronegócio com crédito de bancos estatais para pequenos agricultores, parceria com militares na educação e saúde, indenizações para vítimas de crime e criar uma Corte Nacional Anticorrupção.

## Candidaturas
Os seguintes políticos anunciaram suas candidaturas. Os partidos políticos tiveram até 15 de agosto de 2022 para registrar formalmente os seus candidatos.
| União Brasil                                                                 |                                                                                     |
|                                                                              |                                                                                     |
| Soraya Thronicke                                                             | Marcos Cintra                                                                       |
|                                                                              |                                                                                     |
| para presidente                                                              | para vice-presidente                                                                |
| Senadora pelo Mato Grosso do Sul De 1º de fevereiro de 2019 até a atualidade | Deputado federal por São Paulo De 1º de fevereiro de 1999 até 31 de janeiro de 2003 |
| [ 5 ] [ 1 ]                                                                  |                                                                                     |

## Resultado da eleição

### Eleições presidenciais
| Ano de eleição | Candidato        | Primeiro turno      | Primeiro turno      | Segundo turno       | Segundo turno       |
| Ano de eleição | Candidato        | # do total de votos | % do total de votos | # do total de votos | % do total de votos |
| -------------- | ---------------- | ------------------- | ------------------- | ------------------- | ------------------- |
| 2022           | Soraya Thronicke | 600.955             | 0,51%               | Não concorreu       | Não concorreu       |